# Canthium oliganthum
Canthium oliganthum là một loài thực vật có hoa trong họ Thiến thảo. Loài này được (Miq.) Boerl. mô tả khoa học đầu tiên năm 1891.